# Всё, что вы всегда хотели знать о сексе, но боялись спросить
«Всё, что вы всегда хотели знать о сексе, но боялись спросить» (англ. Everything You Always Wanted to Know About Sex * (* But Were Afraid to Ask)) — фильм-пародия режиссёра Вуди Аллена, снятый в 1972 году, снятый по мотивам одноименной книги Дэвида Рубена.
Фильм состоит из нескольких эпизодов. Каждый эпизод — это ответ на один из вопросов на тему сексуальной жизни. В некоторых эпизодах играет сам Вуди Аллен.

## Сюжет
Начало и конец фильма показывает множество белых кроликов под мелодию «Let's Misbehave» Коула Портера.

### Помогают лиафродизиаки?
В ролях: Вуди Аллен (шут), Линн Редгрейв (королева), Энтони Куэйл (король) и др.
Не очень успешный на своем поприще королевский шут влюблён в королеву. Шуту является призрак отца (отсылка на "Гамлета" Шекспира) и советующий посетить колдуна и купить зелье. Колдун даёт ему зелье (афродизиак), выпив которое, королева испытает сильное сексуальное влечение. Шуту удаётся дать зелье королеве, и оно действует. Но вот незадача: на королеве пояс верности. В попытках снять пояс рука шута застревает, на шум прибегает король. Королева и шут пытаются выпутаться из ситуации, дело осложняется тем, что королем завладело желание исполнить супружеский долг. Дело кончается отрубленной головой шута.

### Что такоесодомия?
В ролях: Джин Уайлдер (доктор Дуг Росс), Титос Вандис (Милос Ставрос) и др.
К врачу Дугу Россу приходит армянин, который признается в том, что состоит в связи с овцой, Дейзи. Доктор отказывается его лечить, так как он не занимается психотерапией. Однако пациент настойчив и приносит к нему овечку. Вскоре Дуг понимает, что сам влюбился в неё, и устраивает с ней свидания в гостинице, а позже у них завязывается роман: Дуг дарит ей драгоценности и встречается на тайной квартире. Жена разводится с ним, обличив  в измене, его лишают возможности практиковать и Дугу приходится устроиться официантом. Однажды он приходит домой, но Дейзи нигде нет, а на стене записка от Милоса, в которой говорится, что они уехали назад в Армению и доктор Росс больше никогда не увидит Дейзи. Эпизод заканчивается тем, что Дуг скатился на самое дно.

### Почему некоторые женщины не испытывают оргазм?
В ролях: Вуди Аллен (Фабрицио), Луиза Лассер (Джина) и др. Персонажи говорят по-итальянски.
Джина, молодая жена Фабрицио (они в браке 6 недель), не испытывает удовольствия от секса с мужем и он сильно переживает. Друзья Фабрицио советуют ему различные способы удовлетворения женщины, но тщетно. Случайно оказывается, что она возбуждается от секса в публичном месте. Друзья советуют ему прекратить, т.к. это может кончиться скандалом, но Фабрицио ничего не может поделать. Однажды они занимаются сексом под столом в ресторане, Джина кусает ногу посторонней женщины, происходит скандал. Тем не менее, пара продолжает свои похождения и радуется наладившейся половой жизни.
Этот эпизод - отсылка Аллена на итальянское кинопроизводство в целом и Казанова 70 , Микеланджело Антониони и Федерико Феллини в частности.

### Гомосексуальны ли трансвеститы?
В ролях: Лу Джейкоби (Сэм Масгрейв) и др.
Показана жизнь почтенного семейства: семейная пара приезжает в гости к родственникам. Заскучав от вычурных разговоров, мужчина идет в спальню к хозяйке дома и втайне предаётся приятному для себя делу — примеряет женские вещи. Его едва не застукали за этим занятием, из-за чего он бежит из дому, попутно его грабят. На  это сбегаются прохожие, съезжается полиция. На шум выбегают главные герои и жена узнаёт своего мужа в женском костюме. Дома она принимает мужа таким, какой он есть.

### Каковы сексуальные извращения?
В ролях: Джек Барри (в роли себя), Барух Лумет (рабби Хаим Баумель) и др.
Очередной выпуск телешоу «У кого какое извращение», в котором зрителям (четыре участника - Регис Филбин, Роберт В. Льюис, Памела Мейсон и Тони Холт) предлагают угадать половое извращение гостя в студии. Первый гость увлекается эксгибиционизмом в метро. Никто не может угадать извращение и гость зарабатывает 50 $. Гость, выбранный по письму — раввин; его извращение в том, что он, будучи связанным, любит смотреть, как его жена ест свинину, что является очень строгим запретом в иудаизме.
Данный эпизод пародия на телевизионную игру "What's My Line?" , снятый в стиле кинескоп в черно-белом формате. В начале сеанса показывается реклама (в том же стиле, что и игра) мужского средства для укладки волос "Лансер" (в финале рекламы средство показано крупным планом, а на заднем плане два мужчины-герои рекламы горячо обнимаются).

### Точны ли открытия врачей и клиник, которые занимаются сексуальными опытами и исследованиями?
В ролях: Вуди Аллен (Виктор Шакапопулис), Джон Каррадайн (доктор Бернардо), Хизер МакРэй (Хелен Лэйси) и др.
Двое журналистов случайно попадают в дом к доктору Бернардо, сумасшедшему исследователю половых вопросов. Доктор устраивает для них экскурсию, а потом пытается насильно провести свой очередной эксперимент на гостях, которые спешно ретируются. Однако, созданная доктором гигантская силиконовая грудь вырвалась из замка и терроризирует местных жителей (одного мужчину нашли утонувшим в сливках и молоке). Виктору приходится заманивать грудь в ловушку.
Первая часть этого сегмента является пародией на "Невесту Монстра" , в то время как вторая часть является пародией "Капли" .

### Что происходит приэякуляции?
В ролях: Вуди Аллен (сперматозоид), Тони Рэндалл (оператор), Бёрт Рейнольдс (за пультом), Эрин Флеминг (женщина) и др.
Дело происходит в организме типичного интеллигента (наподобие НАСА-центра). Из центрального пункта даются приказы «почесать левую ногу», желудку принять еду («феттучини») и вино. Но сегодня «хозяин» встречается с женщиной, а это серьёзная работа, тем более что одна неудача уже была. Глаза дают изображение, уши — звук, женщина признаётся годной. Начинается бурная деятельность.
Мощные работяги крутят лебёдки, обеспечивая эрекцию. Однако они еле справляются, ссылаясь на бардак в желудке. А в белом бункере сперматозоиды готовятся к выбросу. Вот сперматозоид Вуди Аллен паникует: не мастурбация ли это? не содомия ли? Но «коллеги» ему напоминают, что в школе он давал клятву, — встретиться с яйцеклеткой. И вот команда подана: «Мы идём делать малышей!» — после чего хвостатые прыгают в неизвестность. Команда празднует победу, но тут поступает сигнал: женщина просит повторения. "Мы можем побить наш рекорд!" - говорит главный оператор и вновь закипает работа.

## В эпизодах
- Элейн Дэйдос — миссис Росс
- Джеффри Холдер — колдун
- Реф Санчес — Игорь
- Барух Люмет — раввин

## Критика
На агрегаторе рецензий Rotten Tomatoes рейтинг «свежести» составляет 88 %. 
The Time Out Film Guide отметил, что некоторые из эскизов фильма — «мусор», но пародии на Антониони (всякая тоска и отчуждение жены, которая может достичь оргазма только в общественных местах) и телевизионных панельных игр («Что такое мое извращение»? ) точны и очень забавны. Лучше всего это научно-фантастическая пародия « Что происходит во время эякуляции?».
В 2004 году Кристофер Нулл, основатель filmcritic.com, назвал его «малой классикой и самым абсурдным фильмом Вуди Аллена».